# Championnat de Pologne de football 2018-2019
Navigation
Ekstraklasa 2017-2018 Ekstraklasa 2019-2020
La saison 2018-2019 du championnat de Pologne de football est la 93e saison de l'histoire de la compétition, la 85e sous l'appellation « Ekstraklasa ». Le premier championnat dans la hiérarchie du football polonais oppose seize clubs en deux séries de trente et sept rencontres, disputées pour la première selon le système aller-retour où les différentes équipes s'affrontent une fois par phase et pour la seconde en matches simples, chaque équipe affrontant une seule fois les autres clubs présents dans son groupe. La saison a commencé le 20 juillet 2018 et prendra fin le 19 mai 2019.
Les trois premières places de ce championnat sont qualificatives pour les compétitions européennes que sont la Ligue des champions et la Ligue Europa. Une quatrième place est attribuée au vainqueur de la coupe nationale.
Le Zagłębie Sosnowiec et le Miedź Legnica sont les deux clubs promus cette saison.

## Clubs participants
| \| Arka Legnica Cracovia Jagiellonia Korona Lech Lechia Legia Piast Pogoń Śląsk Wisła Płock Zagłębie Górnik Sosnowiec \| Localisation des clubs concernés. |
| Arka Legnica Cracovia Jagiellonia Korona Lech Lechia Legia Piast Pogoń Śląsk Wisła Płock Zagłębie Górnik Sosnowiec                                         |

Seize clubs ont obtenu sportivement leur présence dans la compétition, après les éditions 2017-2018 du championnat de Pologne de première et deuxième division. 
| Équipe                | Dernière montée | Classement 2017-2018 | Entraîneur                       | Stade                          | Capacité |
| --------------------- | --------------- | -------------------- | -------------------------------- | ------------------------------ | -------- |
| Legia Varsovie        | 1948            | 1er                  | Ricardo Sá Pinto                 | Stade du maréchal J. Piłsudski | 31 103   |
| Jagiellonia Białystok | 2007            | 2e                   | Ireneusz Mamrot                  | Stade municipal                | 22 386   |
| Lech Poznań           | 2002            | 3e                   | Ivan Đurđević Adam Nawałka       | Stade municipal                | 41 609   |
| Górnik Zabrze         | 2017            | 4e                   | Marcin Brosz                     | Stade Ernest-Pohl              | 24 413   |
| Wisła Płock           | 2016            | 5e                   | Dariusz Dźwigała Kibu Vicuña     | Stade Kazimierz Górski         | 10 978   |
| Wisła Cracovie        | 1995            | 6e                   | Maciej Stolarczyk                | Stade Henryk Reyman            | 33 326   |
| Zagłębie Lubin        | 2015            | 7e                   | Mariusz Lewandowski              | Stade du Zagłębie Lubin        | 16 076   |
| Korona Kielce         | 2009            | 8e                   | Gino Lettieri                    | Kolporter Arena                | 15 500   |
| Cracovia              | 2013            | 9e                   | Michał Probierz                  | Stade Józef Piłsudski          | 15 016   |
| Śląsk Wrocław         | 2008            | 10e                  | Tadeusz Pawłowski Paweł Barylski | Stade municipal                | 42 771   |
| Pogoń Szczecin        | 2012            | 11e                  | Kosta Runjaić                    | Stade municipal                | 18 027   |
| Arka Gdynia           | 2016            | 12e                  | Zbigniew Smółka                  | Stade municipal                | 15 139   |
| Lechia Gdańsk         | 2008            | 13e                  | Piotr Stokowiec                  | Stade Energa                   | 42 105   |
| Piast Gliwice         | 2012            | 14e                  | Waldemar Fornalik                | Stade municipal                | 10 037   |
| Miedź Legnica         | 2018            | 1er (D2)             | Dominik Nowak                    | Stade municipal                | 6 244    |
| Zagłębie Sosnowiec    | 2018            | 2e (D2)              | Dariusz Dudek                    | Stade Ludowy                   | 7 500    |

Légende :
- Qualifié pour le deuxième tour de qualification de la Ligue des champions 2018-2019.
- Qualifié pour le deuxième tour de qualification de la Ligue Europa 2018-2019.
- Qualifié pour le premier tour de qualification de la Ligue Europa 2018-2019.
- Promu de I liga.

## Compétition

### Première phase

#### Règlement
Calcul des points :
- 3 points pour une victoire ;
- 1 point pour un match nul ;
- 0 point pour une défaite.

En cas d'égalité de points, les critères suivants sont appliqués :
- Points particuliers[Note 1] ;
- Différence de buts particulière ;
- Buts inscrits particuliers ;
- Différence de buts générale ;
- Nombre de buts marqués ;
- Classement du fair-play.

#### Classement général
| Rang | Équipe                | Pts | J  | G  | N  | P  | Bp | Bc | Diff |
| ---- | --------------------- | --- | -- | -- | -- | -- | -- | -- | ---- |
| 1    | Lechia Gdańsk         | 60  | 30 | 17 | 9  | 4  | 45 | 25 | +20  |
| 2    | Legia Varsovie T      | 60  | 30 | 18 | 6  | 6  | 48 | 31 | +17  |
| 3    | Piast Gliwice         | 53  | 30 | 15 | 8  | 7  | 47 | 31 | +16  |
| 4    | Cracovia              | 48  | 30 | 14 | 6  | 10 | 39 | 34 | +5   |
| 5    | Zagłębie Lubin        | 47  | 30 | 14 | 5  | 11 | 48 | 38 | +10  |
| 6    | Jagiellonia Białystok | 47  | 30 | 13 | 8  | 9  | 45 | 41 | +4   |
| 7    | Pogoń Szczecin        | 43  | 30 | 12 | 7  | 11 | 44 | 42 | +2   |
| 8    | Lech Poznań           | 43  | 30 | 13 | 4  | 13 | 41 | 40 | +1   |
| 9    | Wisła Cracovie        | 42  | 30 | 12 | 6  | 12 | 55 | 48 | +7   |
| 10   | Korona Kielce         | 40  | 30 | 10 | 10 | 10 | 35 | 44 | -9   |
| 11   | Miedź Legnica P       | 32  | 30 | 8  | 8  | 14 | 30 | 52 | -22  |
| 12   | Górnik Zabrze         | 31  | 30 | 7  | 10 | 13 | 36 | 49 | -13  |
| 13   | Śląsk Wrocław         | 31  | 30 | 8  | 7  | 15 | 35 | 37 | -2   |
| 14   | Wisła Płock           | 30  | 30 | 7  | 9  | 14 | 40 | 49 | -9   |
| 15   | Arka Gdynia           | 29  | 30 | 6  | 11 | 13 | 39 | 44 | -5   |
| 16   | Zagłębie Sosnowiec P  | 24  | 30 | 6  | 6  | 18 | 41 | 63 | -22  |

Qualifications
- 1er au 8e : qualification pour les barrages de championnat
- 9e au 14e : qualification pour les barrages de relégation

Abréviations
- T : Tenant du titre
- P : Promus de deuxième division

### Deuxième phase

#### Règlement
Le règlement reste majoritairement le même que lors de la première phase, le principal changement étant que le nombre de points obtenus lors de la première phase est à présent le principal critère de départage entre deux équipes à égalité. De plus les points obtenus par chaque équipe à l'issue de la première phase sont divisés par deux, arrondis à l'unité supérieure en cas de points impairs, à l'entrée de la deuxième phase.

#### Barrages de championnat

##### Classement
| Rang | Équipe                | Pts | J  | G  | N  | P  | Bp | Bc | Diff |
| ---- | --------------------- | --- | -- | -- | -- | -- | -- | -- | ---- |
| 1    | Piast Gliwice         | 72  | 37 | 21 | 9  | 7  | 57 | 33 | +24  |
| 2    | Legia Varsovie T      | 68  | 37 | 20 | 8  | 9  | 55 | 38 | +17  |
| 3    | Lechia Gdańsk C       | 67  | 37 | 19 | 10 | 8  | 54 | 38 | +16  |
| 4    | Cracovia              | 57  | 37 | 17 | 6  | 14 | 45 | 43 | +2   |
| 5    | Jagiellonia Białystok | 57  | 37 | 16 | 9  | 12 | 55 | 52 | +3   |
| 6    | Zagłębie Lubin        | 53  | 37 | 15 | 8  | 14 | 57 | 48 | +9   |
| 7    | Pogoń Szczecin        | 52  | 37 | 14 | 10 | 13 | 57 | 54 | +3   |
| 8    | Lech Poznań           | 52  | 37 | 15 | 7  | 15 | 49 | 48 | +1   |

Qualifications
- 1er : qualification pour le premier tour de qualification de la Ligue des champions 2019-2020
- C : qualification pour le deuxième tour de qualification de la Ligue Europa 2019-2020
- 2e et 3e : qualification pour le premier tour de qualification de la Ligue Europa 2019-2020

Abréviations
- T : Tenant du titre
- C : Vainqueur de la Coupe de Pologne 2018-2019

#### Barrages de relégation

##### Classement
| Rang | Équipe               | Pts | J  | G  | N  | P  | Bp | Bc | Diff |
| ---- | -------------------- | --- | -- | -- | -- | -- | -- | -- | ---- |
| 9    | Wisła Cracovie       | 49  | 37 | 14 | 7  | 16 | 67 | 63 | +4   |
| 10   | Korona Kielce        | 47  | 37 | 12 | 11 | 14 | 42 | 54 | -12  |
| 11   | Górnik Zabrze        | 46  | 37 | 12 | 10 | 15 | 48 | 53 | -5   |
| 12   | Śląsk Wrocław        | 44  | 37 | 12 | 8  | 17 | 49 | 45 | +4   |
| 13   | Arka Gdynia          | 42  | 37 | 10 | 12 | 15 | 49 | 51 | -2   |
| 14   | Wisła Płock          | 41  | 37 | 10 | 11 | 16 | 50 | 58 | -8   |
| 15   | Miedź Legnica P      | 40  | 37 | 10 | 10 | 17 | 40 | 65 | -25  |
| 16   | Zagłębie Sosnowiec P | 29  | 37 | 7  | 8  | 22 | 49 | 80 | -31  |

Qualifications
- Relégation en deuxième division

Abréviations
- P : Promus de deuxième division

### Récompenses individuelles de fin de saison
Lors du gala de fin de saison, qui se tient le 20 mai 2019, la quasi-totalité des récompenses revient aux joueurs du Piast Gliwice, meilleure équipe de la saison et titrée pour la première fois de son histoire. Ainsi, l'Équatorien Joel Valencia est élu meilleur joueur et meilleur milieu de terrain d'Ekstraklasa,, František Plach remporte quant à lui le titre de meilleur gardien, Aleksandar Sedlar celui de meilleur défenseur et Patryk Dziczek celui de la révélation de la saison. Leur entraîneur, Waldemar Fornalik, est désigné entraîneur de l'année.
Meilleur buteur de la saison avec 24 réalisations, Igor Angulo du Górnik Zabrze est également désigné meilleur attaquant.

## Statistiques

### Meilleurs buteurs
24 buts
- Igor Angulo (Górnik Zabrze)

18 buts
- Marcin Robak (Śląsk Wrocław)

16 buts
- Carlitos (Legia Varsovie)
- Jesús Imaz (en) (Wisła Cracovie 6, Jagiellonia Białystok 10)

15 buts
- Flávio Paixão (Lechia Gdańsk)

14 buts
- Airam Cabrera (en) (Cracovia)
- Elia Soriano (en) (Korona Kielce)

## Bilan de la saison
| Championnat de Pologne de football 2018-2019                        |                           |
| Champion                                                            | Piast Gliwice (1er titre) |
| Coupes et trophées                                                  |                           |
| Vainqueur de la Coupe de Pologne 2018-2019                          | Lechia Gdańsk             |
| Qualifications continentales                                        |                           |
| Ligue des champions de l'UEFA 2019-2020                             | Piast Gliwice             |
| Ligue Europa 2019-2020                                              | Lechia Gdańsk             |
| Ligue Europa 2019-2020                                              | Legia Varsovie            |
| Ligue Europa 2019-2020                                              | Cracovia                  |
| Promotions et relégations                                           |                           |
| Promus en Championnat de Pologne de football                        | Raków Częstochowa         |
| Promus en Championnat de Pologne de football                        | LKS Lodź                  |
| Relégués en Championnat de Pologne de football de deuxième division | Miedź Legnica             |
| Relégués en Championnat de Pologne de football de deuxième division | Zagłębie Sosnowiec        |